# Aristaria pholoe
Aristaria pholoe là một loài bướm đêm trong họ Noctuidae.